# مالبری (ایندیانا)
مالبری، ایندیانا (به انگلیسی: Mulberry, Indiana) یک سکونتگاه مسکونی در ایالات متحده آمریکا است که در شهرستان کلینتون، ایندیانا واقع شده‌است.

## خصوصیات
مالبری ۱٫۵۳ کیلومترمربع مساحت و ۱٬۲۵۴ نفر جمعیت دارد و ۲۳۸ متر بالاتر از سطح دریا واقع شده‌است.